# Beef (TV-serie)
Beef är en amerikansk dramakomediserie från 2023 som hade svensk premiär på strömningstjänsten Netflix den 6 april 2023. Första säsongen består av 10 avsnitt. Serien är skapad av Lee Sung Jin som även skrivit seriens manus. För regin har Jake Schreier, Hikari och Sung Jin svarat.

## Handling
Beef kretsar kring två personer, okända för varandra, som blir involverade i en trafikolycka. Danny Cho är en misslyckad entreprenör medan Amy Lau är en frustrerad egenföretagare och serien handlar om hur deras konflikt påverkar deras liv och relationer.

## Roller i urval
- Steven Yeun – Danny Cho
- Ali Wong – Amy Lau
- David Choe – Isaac
- Patti Yasutake – Fumi
- Maria Bello – Jordan
- Ashley Park - Naomi
- Mia Serafino - Mia
- Remy Holt - June
- Joseph Lee - George Nakai